# Farmersville (Pennsylvanie)
Farmersville est une census-designated place située dans le comté de Lancaster, dans l’État de Pennsylvanie, aux États-Unis. Lors du recensement de 2020, elle compte 1 051 habitants.
Le cycliste Floyd Landis y est né.